# Martin Päßler
Martin Päßler auch Peßler, Bäßler oder Bäsler (getauft 14. November 1586 in Platten; † 26. Juli 1651 in Zschorlau) war ein deutscher Unternehmer aus Böhmen.

## Leben
Er war der Sohn des Barthel Peßlers des Älteren und der Anna geb. Hausmann aus Platten und zählte neben dem Hammerwerksbesitzer Caspar Wittich zu den einflussreichsten Persönlichkeiten im Gebiet der 1654 gegründeten und unmittelbar nördlich der sächsisch-böhmischen Grenze liegenden Siedlung Johanngeorgenstadt im Erzgebirge. Als junger Mann übernahm er im böhmischen Breitenbachtal, oberhalb des späteren Gasthauses „Dreckschänke“ eine Farbmühle, die 1621 bis auf die Grundmauern niederbrannte und nicht wieder aufgebaut wurde. Nach dem Brand erhielt Päßler am 26. Februar 1622 das Recht zum Betrieb einer neuen Farbmühle, die er im selben Tal, unterhalb der Farbmühle von Christoph Schürer errichtete.
Päßler verliebte sich in Schürers Tochter Margareta, die er am 23. April 1617 in Platten heiratete. Seine Mühle verkaufte er aus Rücksicht auf seinen Schwiegervater am 27. September 1622 an Georg Preußler und zog nach Platten. Aus dieser Farbmühle und einer benachbarten Glashütte ging später das Obere Blaufarbenwerk hervor. Sein jüngerer Bruder war der Farbmühlbesitzer Barthel Peßler der Jüngere, der seit 23. Januar 1629 mit der Schwester von Margareta, Maria Schürer, verheiratet war. 
In Platten spezialisierte sich Martin Päßler auf den Handel mit blauer Farbe, die sein Schwiegervater produzierte. Er belieferte mehrere Blaufarbenwerke jenseits der sächsischen Grenze, wodurch er zu einem wohlhabenden Mann wurde. Nach dem Tode seiner ersten Ehefrau ging er am 4. November 1645 eine weitere Ehe mit Rosina Gessner, der Tochter des Gregor Gessners aus Platten, ein. Die Ehe blieb kinderlos. Nach dem Tode ihres Mannes brachte Rosina Päßler 1655 ein uneheliches Kind zur Welt. 
Auf einer seiner zahlreichen Handlungsreisen im sächsischen Erzgebirge fühlte er sich unterwegs unwohl und legte im Hirtenhaus, am Ortsrand von Zschorlau, eine Rast ein. Ursache seiner körperlichen Schwäche waren Läuse, die sich durch die große sommerliche Hitze schnell auf seinem Körper vermehrten. Wegen der Ansteckungsgefahr musste er das Hirtenhaus verlassen. Er schleppte sich zu einem Schuppen, der gegenüber dem Pochwerk von Georg Glaser am Filzbach stand, und starb am 26. Juli 1651 einen grausamen Tod. Im Kirchenbuch von Zschorlau ist vermerkt, dass er „fast von den Läusen gefressen worden, die in solchen Unmengen ihm zu Ohren und Augen rausgekrochen“. Die Läuse musste man mit einem Besen abkehren, bevor man Päßler zwei Tage später in Zschorlau beisetzte.
Die Zeitgenossen Päßlers hielten die Erinnerung an ihn wach, indem sie einen Berg (Basler- oder Bässlerberg) nach ihm benannten. Der durch das Waldgebiet, von der Straße zwischen Platten und Neuhammer in das Breitenbachtal führende Fahrweg, erhielt den Namen Baslerweg und eine sich dort befindliche Felsgruppe wurde Baslerfels genannt.